# Ashtagram
Ashtagram (Les Vuit Viles) és una regió o comarca natural de l'Índia formada per les dues marges del riu Kavery, a l'entorn de Seringapatam, a Karnataka.
El territori fou concedit al segle xii pel rei Vishnuvardhana, de la dinastia Hoysala al reformador hindú (vaishnavi) Ramanuja, el qual l'havia convertit al jainisme. Ramanuja va posar al front del territori uns bramans coneguts com a Hebbars i Prabhus, establerts a vuit viles. El caps de la vila de Nagamangala probablement encara eren descendents d'aquest bramans al segle xv quan foren eliminats per Narasinga rei de Vijayanagar que va prendre possessió de Seringapatam. Al segle xvii va passar a Mysore i el territori va quedar inclòs a les talukes de Patna Ashtagram i Maisur Ashtagram, la primera al nord del riu i la segona al sud.
Sota el protectorat britànic a Mysore, el 1862 (efectes el 1863) es va formar la divisió d'Ashtagran (districtes de Mysore i Hassan o Asana) que fou suprimida el 1880 (de fet el 1883).